# 西蒙氏枸櫞酸鹽瓊脂

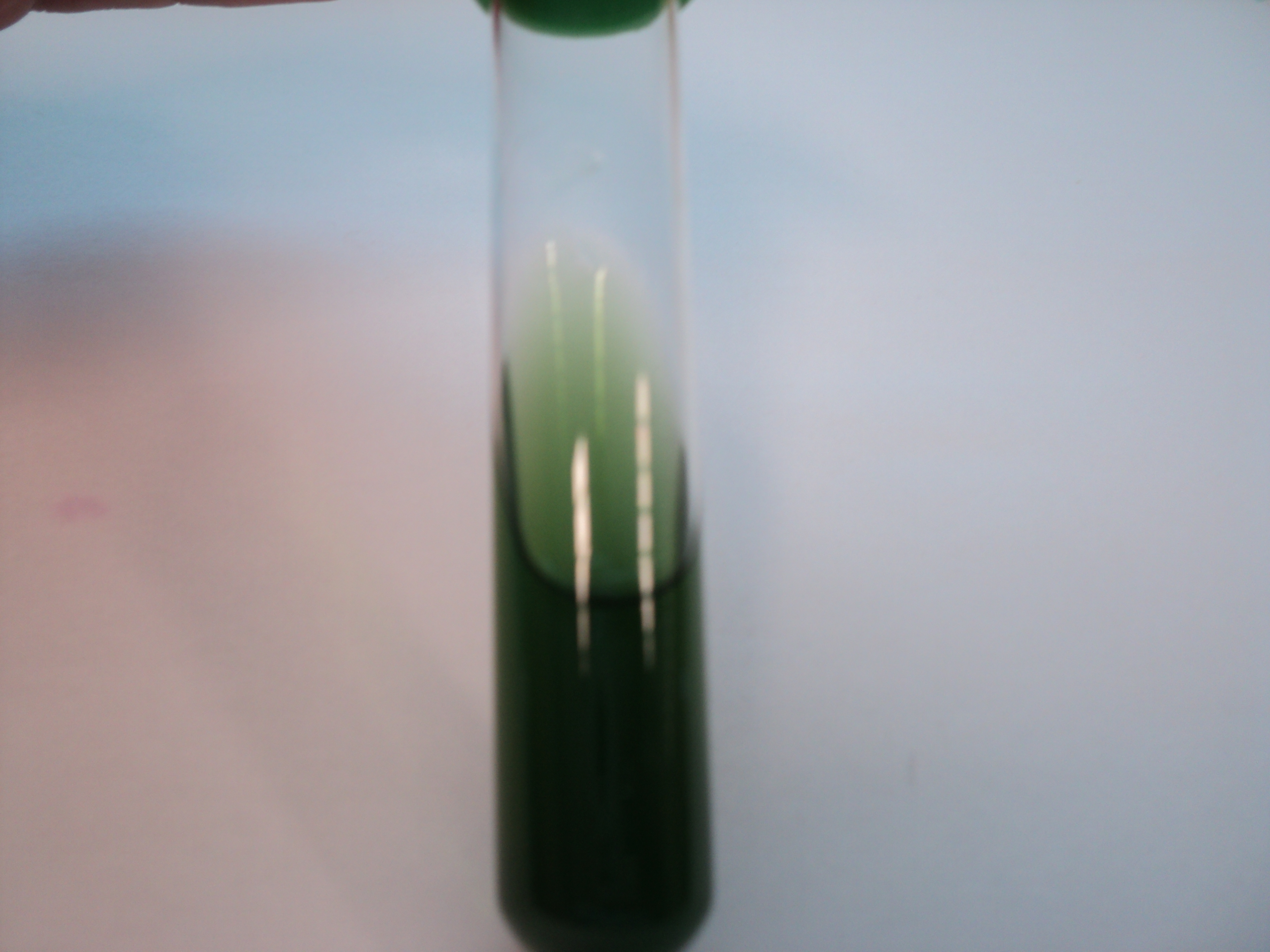

西蒙氏枸櫞酸鹽瓊脂（Simmons' citrate agar）是一種培養基的營養成分，主要公用在於測試細菌是否使用檸檬酸盐（citrate，或称枸櫞酸鹽）為他們的碳的來源。它的主要成份為檸檬酸、铵离子和其他的無機成分。如果細菌的檸檬酸使用為顯性，西蒙氏枸櫞酸鹽瓊脂的顏色則會由綠色轉為藍色，否的話則仍為綠色。顏色的改變主要在於檸檬酸為一種酸鹼成分，而細菌對於檸檬酸的吸收會改變酸鹼值。因此溴百里酚藍（bromothymol blue）為西蒙氏枸櫞酸鹽瓊脂的成分之一，當酸鹼值改變之後，溴百里酚藍會使培養機的顏色有所改變。